# Aldéric-Joseph Benoit
Pour l’article homonyme, voir Benoît.
Aldéric-Joseph Benoit (26 décembre 1877-16 juillet 1968) est un agriculteur, négociant et homme politique fédéral du Québec.

## Biographie
Né à Saint-Grégoire, aujourd'hui fusionnée à Bécancour, dans la région du Centre-du-Québec, il devint député du Parti libéral du Canada dans la circonscription fédérale de Saint-Jean—Iberville lors de l'élection partielle déclenchée après la démission du député Marie Joseph Demers en 1922. Réélu en 1925 et en 1926, il ne se représente pas en 1930.
Son père, Joseph-Aldéric Benoit, est député provincial d'Iberville de 1906 à 1919.